# Poritia bilitis
Poritia bilitis är en fjärilsart som beskrevs av Hans Fruhstorfer 1919. Poritia bilitis ingår i släktet Poritia och familjen juvelvingar. Inga underarter finns listade i Catalogue of Life.